# Хайнцле, Карл
Карл Хайнцле (нем. Karl Heinzle, род. 31 июля 1960, Фельдкирх, Форарльберг) — австрийский хоккеист, защитник. Участник зимних Олимпийских игр 1994 года.

## Биография
Карл Хайнцле родился 30 августа 1960 года в австрийском городе Фельдкирх (по другим данным, в Брегенцервальде).
Начал заниматься хоккеем с шайбой в 10-летнем возрасте. Воспитанник «Фельдкирха». Играл в хоккей с шайбой за «Фельдкирх» (1985—1997) и «Дорнбирн» (2003—2005). Восемь раз становился чемпионом Австрии (1982—1984, 1990, 1994—1997), дважды выигрывал Альпенлигу (1996—1997).
Считается одним из звёздных хоккеистов в истории «Фельдкирха».
В составе сборной Австрии семь раз участвовал в чемпионатах мира: в 1986, 1989—1991 годах — во втором дивизионе, в 1993, 1995-1996 годах — в первом. Провёл на чемпионатах мира 48 матчей, набрал 5 (2+3) очков.
В 1994 году вошёл в состав сборной Австрии по хоккею с шайбой на зимних Олимпийских играх в Лиллехаммере, занявшей 12-е место. Играл на позиции защитника, провёл 7 матчей, шайб не забрасывал.
По профессии плотник.